# Β細胞
β細胞（ベータさいぼう、英: beta cell, β cell）は、膵島でインスリンとアミリンの合成と分泌を行う細胞である。ヒトでは、膵島の細胞の50–70%をβ細胞が占める。1型糖尿病や2型糖尿病の患者では、β細胞の細胞量と細胞機能がともに低下し、インスリン分泌不全と高血糖症が引き起こされる。

## 機能
β細胞の主な機能は、インスリンとアミリンの産生と放出である。どちらも異なる機構で血糖値を低下させるホルモンである。β細胞は血糖値スパイクに迅速に応答し、貯蔵していたインスリンとアミリンの一部を分泌するとともに、さらなる産生を行う。

### インスリン合成
β細胞は哺乳類でインスリン合成が行われる唯一の部位である。グルコースはインスリンの放出を促進するとともに、主に翻訳制御によってプロインスリン（proinsulin、インスリンの前駆体）の生合成を増大させる。
インスリン遺伝子は、まずmRNAへ転写され、プレプロインスリン（preproinsulin）へと翻訳される。プレプロインスリンはN末端にシグナルペプチドを有しており、粗面小胞体へ輸送される。粗面小胞体では、シグナルペプチドが切断されてプロインスリンが形成される。その後、プロインスリンはフォールディングして3つのジスルフィド結合を形成する。フォールディングしたプロインスリンはゴルジ体へ輸送され、未成熟なインスリン顆粒へ入ってインスリンとCペプチドへ切断される。成熟後にカルシウムによってエキソサイトーシスが開始されるまで、これらの分泌小胞はインスリン、Cペプチド、アミリンを保管する。
インスリン遺伝子は110アミノ酸からなる前駆体をコードしているが、プロセシングを経て分泌されるのは51アミノ酸のタンパク質である。

### インスリン分泌

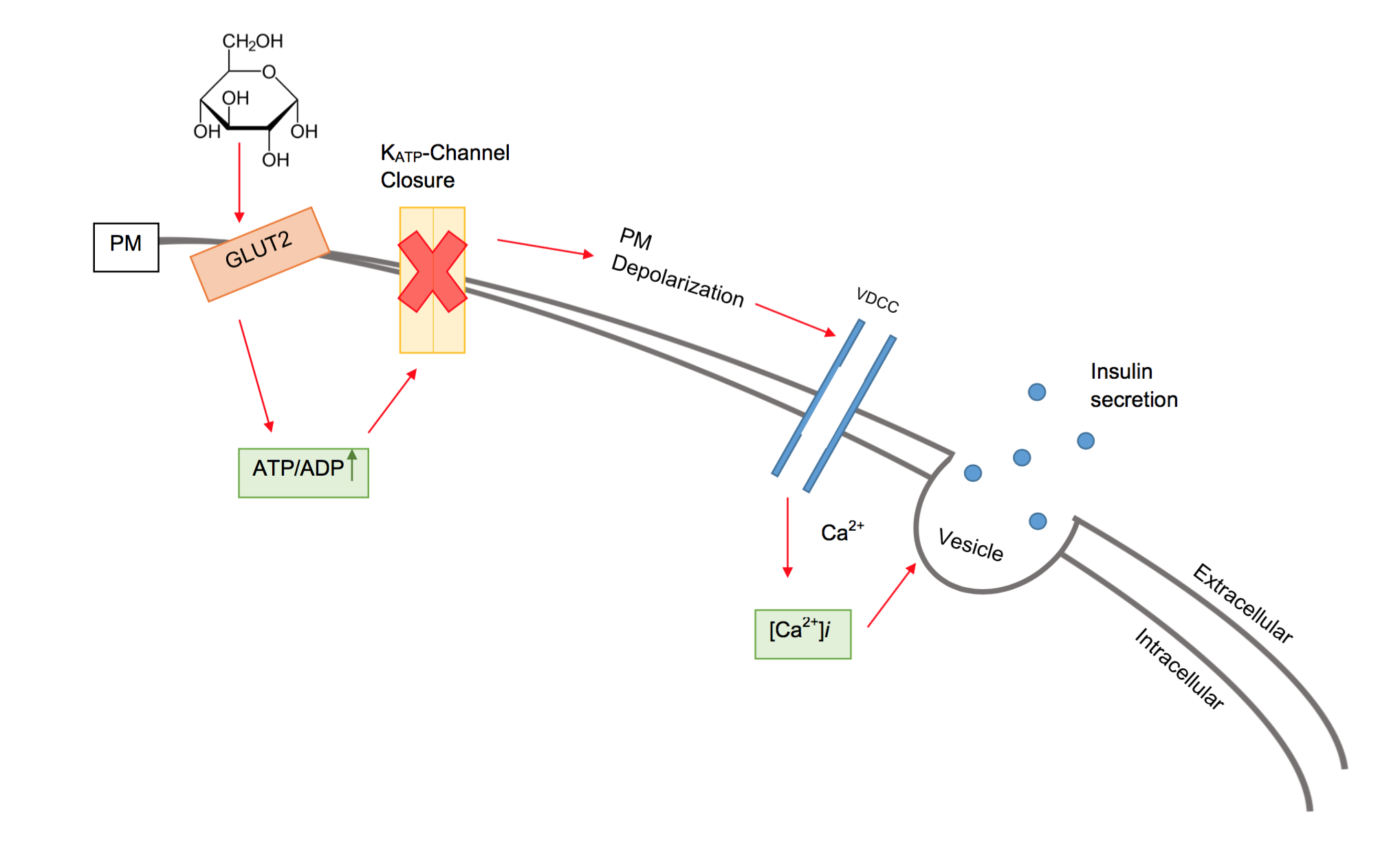
グルコース応答性インスリン分泌のコンセンサスモデル。No changes were made to the original image. (CC BY-SA 4.0) :File:Insulin secretion.png#filelinks

β細胞では、インスリンの放出は血中に存在するグルコースによって主に刺激される。食事の消化後などに循環するグルコースのレベルが上昇すると、インスリンは用量依存的に分泌される。この放出システムは一般にグルコース応答性インスリン分泌（glucose-stimulated insulin secretion、GSIS）と呼ばれている。GSISの「コンセンサス・モデル」では、GLUT2依存的なグルコースの取り込み、グルコースの代謝、ATP感受性カリウムチャネルの閉口、そして電位依存性カルシウムチャネルの開口、の4つの主要な過程によってインスリン顆粒の膜融合とエキソサイトーシスが引き起こされる。
ATP感受性カリウムチャネルと電位依存性カルシウムチャネルはβ細胞の細胞膜に埋め込まれている。ATP感受性カリウムチャネルは通常開いており、電位依存性カルシウムチャネルは通常閉じている。正電荷を持つカリウムイオンは濃度勾配に従って細胞外へ拡散するため、細胞内は細胞外に対して負の電位となる。安静時には、細胞膜を挟んだ電位差は約 -70 mVである。
細胞外のグルコース濃度が高くなると、グルコース分子は促進拡散によって、濃度勾配に従ってGLUT2トランスポーターを介して細胞内へ移動する。β細胞は解糖系の第一段階の触媒にグルコキナーゼを利用するため、代謝は生理学的な血糖値周辺かそれ以上の値でのみ起こる。グルコースの代謝によってATPが産生され、ADPに対するATPの比率が上昇する。
この比率の上昇によって、ATP感受性カリウムチャネルが閉じる。このことは、カリウムイオンが細胞外へ拡散しなくなることを意味する。結果として、カリウムイオンが細胞内に蓄積し、膜電位はより正側へシフトする。この電位変化によって電位依存性カルシウムチャネルが開き、カルシウムイオンが細胞外から濃度勾配に従って流入する。カルシウムイオンが細胞内へ流入すると、インスリンを含む小胞が細胞膜へ移動して融合し、エキソサイトーシスによって門脈へインスリンが放出される。

### 分泌される他のホルモン
- Cペプチド: インスリンと等量、血中へ分泌される。Cペプチドはニューロパチーや、他の糖尿病の症状と関係した血管機能の低下を防止する[15]。残存β細胞量の推計のために、Cペプチドレベルの測定が行われる[16]。
- アミリン: 膵島アミロイドポリペプチド（IAPP）としても知られる[17]。アミリンの機能は、グルコースの血流への移行速度を低下させることである。アミリンはインスリンの相乗的パートナーとして説明されることもあり、インスリンは長期間の食物摂取を調節し、アミリンは短期間の食物摂取を調節する。

## 臨床的意義

### 1型糖尿病
1型糖尿病はインスリン依存型糖尿病としても知られ、体内のインスリン産生β細胞が自己免疫によって破壊されることで引き起こされると考えられている。β細胞の破壊によってグルコースレベルに応答する能力が低下し、そのため血中のグルコースやグルカゴンのレベルを適切に調節することはほぼ不可能になる。β細胞の約70–80%が破壊され、機能的な細胞は20–30%しか残されていない。患者は高血糖症に見舞われる可能性があり、その他の短期・長期の悪影響も引き起こされる。糖尿病の症状はインスリンの定期的な投与や適切な食事の維持などによってコントロールできる可能性があるが、これらの手法を毎日継続的に行うのは面倒である。

### 2型糖尿病
2型糖尿病はインスリン非依存型糖尿病や慢性高血糖としても知られ、主に遺伝的要因やメタボリックシンドロームの発症によって引き起こされる。β細胞はインスリンを分泌し続けているが、体が抵抗性を獲得しており、インスリンに対する反応は低下している。これは、肝臓、脂肪組織、筋細胞の表面において、特定の受容体による血中を循環するインスリンへの応答能力が低下するためであると考えられている。インスリン抵抗性の増大に打ちかつ量のインスリンを分泌するため、β細胞の機能、サイズ、数が増大する。インスリン分泌の増大は高インスリン血症を引き起こすが、インスリンシグナルの伝達効率が低下しているため血糖値は正常範囲にとどまる。しかしその後、β細胞はオーバーワークとなって過剰刺激のために疲弊し、β細胞の体積は40％減少し、機能は50%低下する。この時点で血糖値を正常範囲に維持するのに十分な量のインスリンの産生と分泌を行うことができなくなり、明らかな2型糖尿病の症状が生じる。

### インスリノーマ
インスリノーマはβ細胞に由来する稀な腫瘍である。インスリノーマは多くの場合良性であるが、再発性・持続性の低血糖発作が生じるため医学的に重要であり、生命を脅かす可能性もある。

### 投薬
糖尿病の治療薬の多くがβ細胞の機能の修正を目的としたものである。
- スルホニルウレアはインスリンの分泌促進薬（英語版）であり、ATP感受性カリウムチャネルを遮断する作用によってインスリンの放出を引き起こす[24][25]。これらの薬剤は低血糖症を引き起こすことが知られており、過剰刺激によるβ細胞の機能不全をもたらす可能性がある[2]。次世代型のスルホニルウレアは作用がより短期間であり、低血糖症を引き起こす可能性は低い[25]。
- GLP-1受容体アゴニストは、内在性のインクレチンシステムの活性化を促進することでインスリンの分泌を促進する[25]。インクレチンシステムはインスリン分泌の増幅経路として作用する[25]。
- DPP-4阻害薬は、DPP-4の活性を阻害して食後のインクレチンホルモンの濃度を増加させ、インスリン分泌を促進する[25]。

## 研究

### 実験技術
糖尿病とβ細胞の機能不全の病理は世界中の多くの科学者によって研究が行われている。β細胞の機能の研究に用いられるツールは、技術の発達とともに迅速に拡大している。
例えば、トランスクリプトミクスによってβ細胞の遺伝子転写の包括的解析を行い、糖尿病と関連した遺伝子を探索することができるようになった。細胞の機能を解析するより一般的な機構としては、カルシウムイメージングが挙げられる。カルシウムに結合する蛍光色素によって、インスリン放出に直接関与するカルシウムの活性をin vitroで可視化することが可能となった。β細胞の研究で利用される他のツールとしては、in vivo実験がある。β細胞特異的な毒性を有するストレプトゾシンやアロキサンを用いることで、in vivoで実験的に糖尿病を誘導することができる。また、2型糖尿病のモデルであるob/obマウスやdb/dbマウス、1型糖尿病のモデルであるNODマウスなど、マウスやラットの糖尿病モデルが存在している。

### 1型糖尿病
1型糖尿病の治療として、失われたβ細胞の置換による治療の研究が行われている。現在、β細胞の機能回復と目的とした治療としては膵臓移植や膵島移植が行われているが、脳死ドナーからの提供に依存している。そのため、自家細胞から誘導したβ細胞を利用した移植治療の研究開発が行われている。β細胞は、体細胞核移植によって形成された幹細胞からの誘導や、膵臓外分泌細胞からの分化転換によって作製できることが報告されている。一方、移植に用いられる誘導β細胞の品質制御や、安定した細胞組成を持つ移植片の形成、そして自己免疫による移植片の破壊からの保護の方法などに課題を抱えている。

### 2型糖尿病
インスリン非依存型糖尿病に焦点を当てた研究には、多くの関心領域が含まれている。糖尿病の進行に伴うβ細胞の変性は、広くレビューが行われているトピックである。β細胞の研究を行う生理学者が関心を抱いている他のトピックとしてはインスリンの脈動性の機構が挙げられ、詳細な研究が行われている。多くのゲノム研究が完了し、β細胞の機能に関する知識は指数関数的に増大している。事実、β細胞の研究領域は非常に活発で、いまだ多くの謎が残されている。